# غلوريا بيزيتشيني
غلوريا بيزيتشيني (بالإيطالية: Gloria Pizzichini)‏ مواليد 24 يوليو 1975 في إيطاليا، هي لاعبة كرة مضرب إيطالية سابقة بدأت مسيرتها كمحترفة سنة 1992 وكانت تلعب باليد اليمنى، اعتزلت اللعب في 2005. أعلى تصنيف لها في الفردي كان المركز الـ 45 في سنة 1996. أعلى تصنيف لها في الزوجي كان المركز الـ 90 في سنة 1997.

## روابط خارجية
- غلوريا بيزيتشيني على موقع رابطة محترفات التنس (الإنجليزية)
- غلوريا بيزيتشيني على موقع الاتحاد الدولي لكرة المضرب (الإنجليزية)
- غلوريا بيزيتشيني على موقع كأس بيلي جين كينغ (الإنجليزية)
- غلوريا بيزيتشيني على موقع خلاصة التنس.كوم (الإنجليزية)